# Русановская (Московская область)
Русановская — деревня в Шатурском муниципальном районе Московской области. Входит в состав Дмитровского сельского поселения. Население — 31 чел. (2013).

## Расположение
Деревня Русановская расположена в южной части Шатурского района, расстояние до МКАД порядка 147 км. Высота над уровнем моря 128 м.

## Название
В письменных источниках деревня упоминается как Русановская.
Название связано с некалендарным личным именем Русан или фамилией Русанов.

## История
Впервые упоминается в писцовой Владимирской книге В. Кропоткина 1637—1648 гг. как деревня Русановская Бабинской кромины волости Муромское сельцо Владимирского уезда Замосковного края Московского царства. Деревня принадлежала Степану Ивановичу Самарину.
Последней владелицей деревни перед отменой крепостного права была тайная советница Елизавета Васильевна Толстая.
После отмены крепостного права деревня вошла в состав Горской волости.
В советское время деревня входила в Дмитровский сельсовет.

## Население
| 1858 | 1859 | 1868 | 1885 | 1905 | 1926 |
| ---- | ---- | ---- | ---- | ---- | ---- |
| 112  | →112 | ↗148 | ↘142 | ↗194 | ↘116 |
| 1970 | 1993 | 2002 | 2006 | 2010 | 2011 |
| ↘35  | ↘12  | ↘2   | ↗14  | ↘12  | ↗45  |
| 2013 |      |      |      |      |      |
| ↘31  |      |      |      |      |      |